# Cuculus micropterus
Cuculus micropterus е вид птица от семейство Cuculidae.

## Разпространение
Видът е разпространен в Бангладеш, Бутан, Бруней, Виетнам, Индия, Индонезия, Камбоджа, Китай, Лаос, Малайзия, Малдивите, Мианмар, Непал, Русия, Северна Корея, Сингапур, Тайланд, Филипините, Шри Ланка и Южна Корея.